# Friuli Grave
Das Weinbaugebiet Friuli Grave liegt in der italienischen Region Friaul-Julisch Venetien. Die hier produzierten Weine haben seit 1970 den Status einer Denominazione di origine controllata (kurz DOC) und kommen als  Rot-, Rosé- und Weißweine in den Handel. Die Produktionsvorschriften wurden zuletzt am 7. März 2014 modifiziert. Der Name leitet sich etymologisch ähnlich wie bei Graves im Bordeaux vom vorherrschenden kies- (franz. Gravier) und steinhaltigen Boden der Schwemmlandkegel in den Flusstälern von Judrio, Livenza, Meduna, Natisone, Tagliamento und Torre ab. Die Steine speichern während des Tages die Sonnenwärme und geben sie wieder an die Umgebung ab.

## Anbau
Hier wurden 2017 73.800 Hektoliter DOC-Wein produziert. Die Zone des Prosecco ist noch größer – sie erstreckt sich aber auch in die Region Venetien.
Die Zone umfasst ein Gebiet mit rund hundert Gemeinden. Das DOC-Gebiet Friuli Grave besteht geografisch aus Teilen der ehemaligen Provinzen Pordenone und Udine.
Die zur ehemaligen Provinz Pordenone gehörende Fläche liegt im westlichen Teil von Friaul-Julisch Venetien, vom Fuße der Bergketten bis zum Meer, und wird von den Flüssen Tagliamento im Osten und Livenza im Westen an der Grenze zur Region Venetien begrenzt. Jenseits dieser Regionsgrenze liegt das Weinbaugebiet Lison Pramaggiore.
Der zur ehemaligen Provinz Udine gehörende Bereich erstreckt sich von der Ebene am Fluss Tagliamento bis zu den östlich anschließenden DOCs Colli Orientali del Friuli und Collio Goriziano. Im Süden grenzt das Weinbaugebiet an die DOCs Friuli Latisana, Friuli-Annia, Friuli Aquileia und Isonzo.
Zugelassene Gemeinden in der ehemaligen Provinz Udine:

Artegna, Bagnaria Arsa, Basiliano, Bertiolo, Bicinicco, Buia, Buttrio, Camino al Tagliamento, Campoformido, Cassacco, Castions di Strada, Chiopris Viscone, Cividale del Friuli, Codroipo, Colloredo di Monte Albano, Corno di Rosazzo, Coseano, Dignano, Fagagna, Faedis, Flaibano, Gemona, Gonars, Lestizza, Magnano in Riviera, Majano, Manzano, Martignacco, Mereto di Tomba, Moimacco, Mortegliano, Moruzzo, Osoppo, Pagnacco, Palmanova, Pasian di Prato, Pavia di Udine, Porpetto, Povoletto, Pozzuolo del Friuli, Pradamano, Premariacco, Ragogna, Reana del Rojale, Remanzacco, Rive d’Arcano, San Daniele del Friuli, San Giovanni al Natisone, Santa Maria la Longa, San Vito di Fagagna, Sedegliano, Talmassons, Tarcento, Tavagnacco, Treppo Grande, Tricesimo, Trivignano Udinese, Udine.
Zugelassene Gemeinden in der ehemaligen Provinz Pordenone:

Arba, Arzene, Aviano, Azzano Decimo, Brugnera, Budoia, Caneva, Casarsa della Delizia, Castelnovo del Friuli, Cavasso Nuovo, Cordenons, Fanna, Fiume Veneto, Fontanafredda, Maniago, Meduno, Montereale Valcellina, Pasiano di Pordenone, Pinzano al Tagliamento, Polcenigo, Porcia, Pordenone, Prata di Pordenone, Roveredo in Piano, Sacile, S. Giorgio della Richinvelda, San Martino al Tagliamento, San Quirino, San Vito al Tagliamento, Sequals, Spilimbergo, Travesio, Vajont, Valvasone, Vivaro, Zoppola.

## Erzeugung
Rebsorten

Im DOC-Gebiet Friuli-Grave werden 14 reinsortige Rotweine und Weißweine sowie ein Roséwein gekeltert.
- Die Weißweine werden aus den Sorten Sauvignon Blanc, Verduzzo Friulano, Chardonnay, Pinot Bianco, Riesling, Traminer Aromatico, Pinot Grigio und Tocai Friulano hergestellt. Daneben werden noch Verschnittweine unter dem Namen Friuli Grave Bianco angeboten.
- Aus den Rebsorten Chardonnay, Pinot bianco und Verduzzo friulano werden Frizzante gekeltert.
- Aus den Rebsorten Chardonnay, Pinot bianco und Pinot nero werden Spumante gekeltert.
- Bei den Rotweinen dominieren die Sorten Merlot, Cabernet Sauvignon, Cabernet Franc, Pinot nero und Refosco dal Peduncolo Rosso (eine heimische Sorte). Daneben gibt es noch die Verschnittweine Friuli Grave Rosso und Friuli Grave Novello.
- Der Roséwein (Friuli Grave Rosato) wird auf Basis der oben genannten Rotwein-Rebsorten gekeltert.

Alle Weine, die nicht die Bezeichnung Bianco, Rosso, Rosato oder Novello tragen müssen die Bezeichnung „Friuli Grave …“ gefolgt von der jeweiligen Rebsorte tragen. In den Weinen muss die betreffende Rebsorte zu 95 % enthalten sein.
Autochthone Rebsorten

In Versuchsweingärten mit einer Gesamtgröße von sieben Hektar wachsen ausschließlich wiederentdeckte alte Rebsorten aus Friaul. Es handelt sich dabei um Sorten wie die Piculìt-Neri (wahrscheinlich der vinum pucinum, den schon die antiken Römer getrunken haben), Scjalin (wahrscheinlich benannt nach der Rebe „Schiavolino“, die kleine Schiava), Forgiarin (der Name stammt von dem kleinen Dorf Forgaria), Cividin (die Traube wurde schon um im 17. Jahrhundert dokumentiert), Cjanorie (aus dem Gebiet von Gemona) sowie Ucelùt (gehört zur Familie der sogenannten Uccelline-Traube). Im Jahr 1991 wurden die Sorten Forgiarìn, Piculìt-Neri, Scjalìn und Ucelùt in die nationale Sortenliste aufgenommen.